# 모모시마촌
모모시마촌(百島村)은 히로시마현 누마쿠마군에 있던 촌이다. 현재의 오노미치시의 일부에 해당한다.